# Сату-Ноу (Ліпенешть, Прахова)
Сату-Ноу (рум. Satu Nou) — село у повіті Прахова в Румунії. Входить до складу комуни Ліпенешть.
Село розташоване на відстані 70 км на північ від Бухареста, 14 км на північ від Плоєшті, 73 км на південний схід від Брашова.

## Населення
За даними перепису населення 2002 року у селі проживали 134 особи, усі — румуни. Усі жителі села рідною мовою назвали румунську.